# Croton gracilescens
Espèce
Croton gracilescens est une espèce de plantes à fleurs du genre Croton et de la famille des Euphorbiaceae.

## Distribution
Cette plante est endémique de l’État de Goias au Brésil.

## Synonymie
- Oxydectes gracilescens, (Müll.Arg.) Kuntze